# Sierra Leone
Sierra Leone, formellt Republiken Sierra Leone (engelska: Republic of Sierra Leone), är en stat i Västafrika. Den gränsar till Guinea i norr och Liberia i söder och med Atlanten vid kust i väst.
Den näst största staden heter Bo.

## Namn
Under 1400-talet började portugisiska sjöfarare besöka området. Då invandrade också de flesta folkslagen till Sierra Leone. Landet fick sitt namn efter Lejonbergen, av portugiserna kallade Serra Lyoa, vid floden Rokel.

## Historia

### Kolonialstyre
Sierra Leone besöktes av portugiser redan på 1400-talet, men köptes av Storbritannien, som i slutet av 1700-talet började agera mot den transatlantiska slavhandeln. År 1787 grundade britterna Freetown, som blev en fristad för befriade slavar. Även förrymda slavar sökte sig till kolonin. År 1787 grundades också landets första missionsskolor i Freetown.
Sierra Leone blev 1808 brittisk kronkoloni, och 1896 proklamerades området innanför kolonin som brittiskt protektorat, brittiska Sierra Leone. År 1924 blev kolonin och protektoratet enat.

### Självständigheten
Sierra Leone blev självständigt från Storbritannien den 27 april 1961 inom brittiska samväldet.[källa behövs]
Landets första år blev emellertid kaotiska och oroliga och präglades av militärkupper och politisk instabilitet. Dock var landets två första val, år 1962 och 1967 fria och demokratiska.
I parlamentsvalet 1968 segrade Siaka Stevens och hans parti All People's Congress (APC). En militärkupp genomfördes, men misslyckades och det blev således maktskifte.
Under ledning av Stevens ändrades landets konstitution 1971 och landet blev republik. Därmed trädde landet ut ur brittiska samväldet. Under de 14 åren som följde styrde Stevens landet som diktator och[källa behövs] år 1978 blev Sierra Leone en auktoritär enpartistat. År 1985 drog sig Stevens tillbaka från makten.
En återgång till flerpartisystem var planerad till början av 1990-talet, men en militärkupp år 1992 kom emellan. Landet hade därefter militärstyre fram till en ny militärkupp år 1996. Val kunde ändå hållas år 1996.
Åren 1991–2002 rasade ett blodigt inbördeskrig mellan regeringen och Revolutionära enhetsfronten (Revolutionary United Front, RUF). Det resulterade i tiotusentals döda. Mer än två miljoner människor (över en tredjedel av befolkningen) har flytt, ofta till grannländerna.[källa behövs]
Fred uppnåddes slutligen 2002 men Förenta nationerna och ett flertal andra länder har fredsbevarande styrkor på plats, Världsbanken har bidragit med pengar och man har demobiliserat och avväpnat både RUF och andra grupper. [källa behövs]
I maj 2002 hölls allmänna val. Sannings- och försoningsprocesser har hållits för att ena landet. Flera personer som var ledande under inbördeskriget har avlidit, mördats, tvingats i exil eller dömts till fängelse. Valen efter 2002 har varit fredliga, med få anmärkningar från valobservatörer, och 2010 upphävdes de sista sanktionerna mot landet.

## Geografi
|}

### Topografi
I Sierra Leone kan fyra naturregioner urskiljas.
- Kustregionen är sönderskuren, låglänt och sumpig. Den utgörs primärt av sand och lera. Där varvas långa höjdryggar med laguner och estuarier.
- Från kustregionen skiljer sig den höglänta Sierra Leonehalvön. Denna utgörs av berg klädda med skog. Dess högsta punkt är Picket Hill som når 888 meter över havet.
- Längre in från kusten finns slättmark. I norr täcktes de ursprungligen av savann. Under regntiden är den i regel översvämmad men under torrtiden är den torrlagd och hård.
- I södra delen av landet reser sig isolerade, skogklädda kullar som når upp till 200 meter över havet.

Majoriteten av berggrunden utgörs av granit. Denna är täckt med ett tjockt och hårt lager av laterit. I väster finns en randzon bestående av  metamorfa bergarter. Det jordtäcke som täcker berggrunden utgörs mest av urlakade och järnrika lateritiska jordmåner. Lomabergen (1 948 meter över havet) och Tingibergen (1 853 meter över havet) ligger i en bergsregion i landets östra del.

### Hydrografi
I och med att landet gränsar till Atlanten har man en 400 kilometer lång kustremsa, varav en stor del är stränder med turistpotential.[källa behövs] Floden Niger flyter genom landet.

### Klimat
Klimatet är tropiskt, vilket innebär att det är varmt och fuktigt. Regnperiod infaller mellan maj och oktober. I öst är nederbörden cirka 2 000 mm medan höglandet har nederbörd upp mot 3 800 mm per år. Längs kusten kan årsnederbörden uppgå till 4 950 mm, vilket är bland den högsta nederbörden på den västafrikanska kusten.
Mellan regnperioderna blåser den torra, sandmättade vinden harmattan från Sahara. Medeltemperaturen ligger på mellan 24 och 28 °C.

### Miljöproblem
Den snabba befolkningstillväxten sätter Sierra Leones miljö under press. Detta har lett till  överfiske, överavverkning av timmer, utvidgning av betesmark och slash-and-burn jordbruk. Detta har i sin tur resulterat i avskogning, utmattning av marken och översvämningar. Dessutom förlust av biologisk mångfald, luftföroreningar och vattenföroreningar.

## Styre och politik

### Författning och styre
Presidenten, som även är regeringschef, utses i direkta val vart femte år, samtidigt med parlamentsvalen. Parlament har 124 platser, med ledamöter valda på fem år. 112 av dessa  utses i allmänna val, av de övriga 11 utses en vardera av hövdingarna i landets 12  administrativa distrikt.  
Den senaste konstitutionen trädde ikraft 1 oktober 1991. Sierra Leones konstitution tillåter religionsfrihet. Regeringen främjar lagen om religionsfrihet, och tillåter inga missbruk mot den.[källa behövs]

### Administrativ indelning

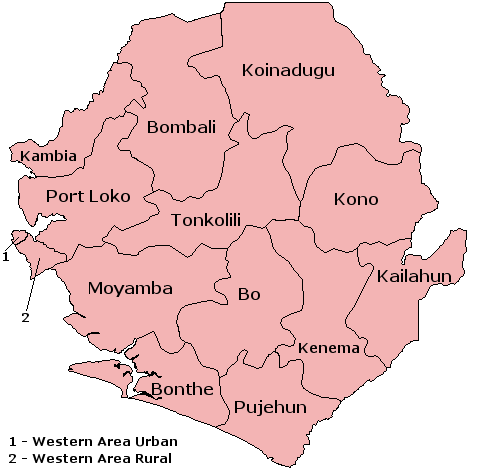
De 14 distrikten i Sierra Leone

Sierra Leone är indelat i de fyra provinserna North West Province, Northern, Eastern och Southern. Vidare finns också ett område (engelsk: area) som heter Western Area. Provinserna delas upp i 16 distrikt, vilka i sin tur delas upp i hövdingadömen (engelska: Chiefdoms). Det gäller dock inte området Western som delas in i wards.

### Politik
Vid valet 2007 valdes Ernest Bai Koroma från Hela folkets kongress till president. Fem år senare återvaldes han med 58,7 procent av rösterna mot utmanaren Julius Maada Bio som fick 37,4 procent. År 2018 efterträddes Koroma av Julius Maada Bio på presidentposten.
I parlamentsvalet 2007 vann Hela folkets kongress (APC) 59 av de 112 mandaten, Sierra Leones folkparti (SLPP) fick 43 platser och Folkrörelsen för demokratisk förändring erövrade 10 platser. Sierra Leone återgång till fred och viss stabilitet var i mycket en följd av FN:s storsatsning på att göra slut på kriget.[källa behövs]

### Rättsväsen
Rättsväsendet består av Högsta domstolen, Hovrätt och lokala domstolar. Dessa har jurisdiktion i alla civilrättsliga, straffrättsliga och konstitutionella frågor. Rättssystemet är en blandning av brittisk lagstiftning och sedvanerätt.
Specialdomstolen för Sierra Leone är en domstol som drivs med stöd av FN. Domstolen inrättades 2002 i syfte att "lagföra de ansvariga för brott i samband med inbördeskriget i landet". Åklagarna och domarna är dels inhemska – utsedda av Sierra Leones regering – och från det internationella samfundet – utsedda av FN:s generalsekreterare.

### Internationella relationer
Sierra Leone blev medlem i Förenta Nationerna (FN) den 21 september 1961 och har därefter gått med i ett flertal av dess underorganisationer –   Världshälsoorganisationen (WHO), FN:s livsmedels- och jordbruksorganisation (FAO), United Nations Multidimensional Integrated Stabilization Mission in Mali (MINUSMA), African Union – United Nations Hybrid Operation in Darfur (UNAMID), FN:s konferens om handel och utveckling (UNCTAD), Unesco, United Nations Interim Force in Lebanon (UNIFIL), UNISFA, UNSOM, Världsturismorganisationen (UNWTO), Internationella fonden för jordbruksutveckling (IFAD), Internationella teleunionen (ITU), United Nations Industrial Development Organization (UNIDO), Världspostföreningen (UPU), World Intellectual Property Organization (WIPO) och Meteorologiska världsorganisationen (WMO),
Den 25 maj 1963 gick landet med i Afrikanska unionens föregångare Organisationen för afrikansk enhet (OAU). Sierra Leone är även med i den afrikanska utvecklingsbanken (AfDB) och den ekonomisk samarbetsorganisation i Västafrika, ECOWAS. Därutöver är landet medlem följande internationella organisationer (2022): Panama Canal Authority (ACP), C, EITI (adjungerad), G-77, IAEA, IBRD, ICAO, ICCt, ICRM, IDA, IDB, International Federation for Choral Music (IFC), Röda Korset (IFRCS), International Hydrographic Organization (IHO) (väntande medlem), Internationella arbetsorganisationen (ILO), Internationella valutafonden, Internationella sjöfartsorganisationen (IMO), Interpol, IOC, IOM, IPU, Internationella standardiseringsorganisationen (ISO)(korrespondent), Internationella fackliga samorganisationen (ITUC) (NGO:s), MIGA, NAM, Islamiska konferensorganisationen (OIC), Organisationen för förbud mot kemiska vapen (OPCW), WCO, WFTU (NGO:s) och Världshandelsorganisationen (WTO).

### Försvar
År 2021 var militärtjänsten frivillig för de  mellan 18 och 29 år. Även kvinnor hade rätt att tjänstgöra. Sierra Leones styrkor har ett försvar som lyder under ett och samma kommando. Detta inkluderade (2021) arméförband, marina förband och flygförband. Tillgången till försvarsmateriel är begränsad och budgeten låg 2020 på 0,5 procent av BNP. Samma år hade Sierra Leones militär cirka 9 000 anställda.

## Ekonomi och infrastruktur
Sierra Leone är ett mycket fattigt land. Landet har gott om naturtillgångar men ekonomin föll under 1980-talet på grund av korruption och vanskötsel. Ekonomin utvecklades efter inbördeskriget men utvecklingen stagnerade som en följd av ebolaepidemin i mitten på 2010-talet liksom under Covid-19-pandemin.
Landets ekonomi bygger på jordbruk även om exporten till största del kan härledas till mineraltillgångar. Mellan 2013 och 2018 pågick ett nationellt utvecklingsprogram i syfte att Sierra Leone skulle klassas som ett medelinkomstland till 2035. Projektet utgjorde 25 procent av statsbudgeten under åren och inkluderade bland annat Internationella valutafonden (IMF), Världsbanken, Afrikanska utvecklingsbanken (AfDB), Storbritannien, Kina och USA är några av aktörerna som bidragit till programmet.

### Näringsliv

#### Jord- och skogsbruk, fiske
Nästan 66 procent av befolkningen livnärde sig på jordbruk, i början av 2020-talet. Detta dels genom odling och dels genom att hålla kreatur. Under inbördeskriget slog jordbruket närmast ut, men det har under perioden år 2010–2019 växt med nästan fyra procent per år.

#### Energi och råvaror
År 2016 var landet självförsörjande på elektricitet men exporterade heller ingen elektricitet. 51 % av kapaciteten kom från vattenkraft, 26 % från andra förnybara källor, 23 % från fossila bränslen och 0 % från kärnkraft.
Sierra Leone har naturtillgångar av diamant, järnmalm, bauxit, rutil, titanmalm, guld och krom.

#### Industri
Under 1960-talet hjälpte staten till att bygga upp en industri för konsumtionsvaror. Detta för att minska importen. Industrin förföll dock under 1970-talet på grund av bland annat ständiga strömavbrott, usla kommunikationer och vattenbrist. Under inbördeskriget på 1990-talet förstördes eller plundrades den kvarvarande industrin.

### Infrastruktur

#### Utbildning och forskning
I Sierra Leone har utbildning en lång tradition. De första missionsskolorna öppnade redan när landet kom till 1787 och 1827 öppnade Västafrikas äldsta universitet Fourah Bay College, numer University of Sierra Leone. Under inbördeskriget 1991–2002 och ebolaepidemin 2014–2015 blev skolsystemet eftersatt, men arbetet med återuppbyggnad har påbörjats. Utbildningen är obligatorisk och består av sexårig primärskola, sexårig sekundärskola och universitet. Dessa är statliga. Även om skolan är obligatorisk är det få som går i skolan, i synnerhet efter att utbildningssystemet havererade i samband med inbördeskriget år 1991–2002. Utöver den statliga utbildningen finns även koranskolor samt ett mindre antal privata skolor.

## Befolkning

### Demografi

#### Minoriteter

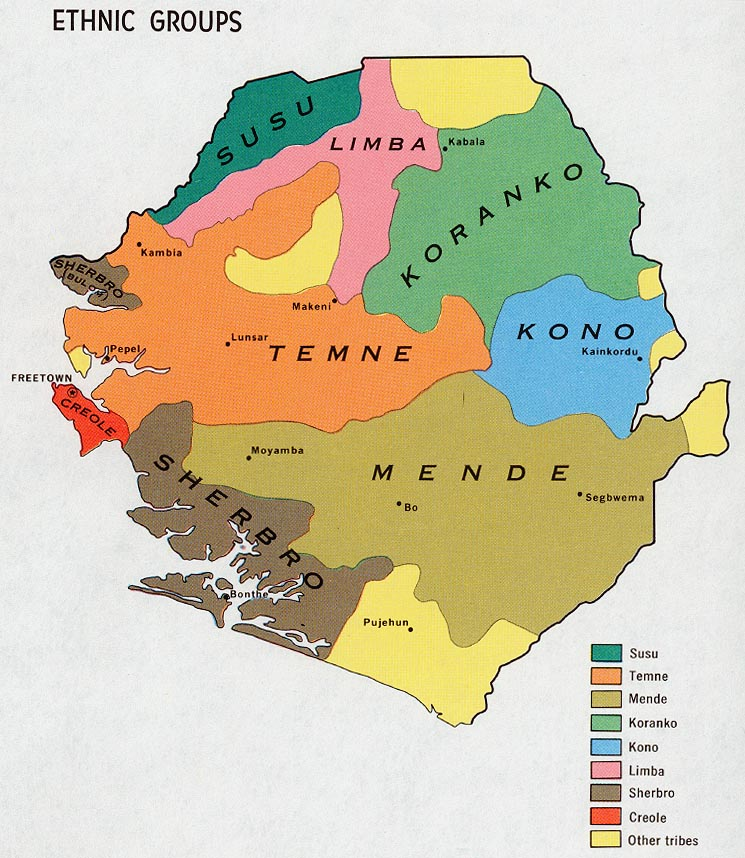
Etniska grupper i Sierra Leone 1969.

Befolkningen i Sierra Leone utgörs av mer än 20 etniska grupper.
Uppgifterna om antalet varierar något, men de två största folken är temne, en västatlantiskspråkig folkgrupp i landets centrala delar, och de mandetalande mende i söder. Dessa folkgrupper är företrädesvis jordbrukare med ris som basgröda. Inom båda grupperna finns konflikter vilken kan härledas till konvertering till islam och kristendom.
I norr finns minoritetsgruppen limba, i söder  sherbro och i nordöst de mandetalande kuranko. Även dessa tre grupper livnär sig på jordbruk, men till skillnad från de större grupperna har de behållit sin inhemska afrikanska religion. I norr finns även den muslimska folkgruppen fulani som primärt livnär sig som boskapsskötare. 
Krio eller kreoler var länge landets utbildade elit. De är ättlingar till befriade slavar från Jamaica som bosatte sig kring Freetown i slutet av 1700-talet. Krio är kristna och har den brittiska kulturen som förebild. I landet lever också 36 000 libaneser samt flyktingar från senaste inbördeskriget i Liberia. (2019)

### Språk
Det officiella språket i Sierra Leone är engelska, det är dock endast den läskunniga  minoriteten i landet som regelbundet använder språket. I södra delen av landet är mende huvudspråk i söder, i norr är huvudspråket temne. Det engelskbaserade kreolspråket krio är förstaspråk för omkring en tiondel av befolkningen, men förstås av omkring 95 procent. Språket används därför som ett lingua franca.

### Religion
År 1999 beräknades cirka 30 procent av befolkningen i Sierra Leone tillhöra inhemska afrikanska religioner, som främst har en stark ställning i de östra delarna av landet. Under senare år har islam vuxit kraftigt genom framgångsrik mission och utgjorde samma år omkring 60 procent av befolkningen, med en särskild koncentration i nordväst. Kristendomen, som främst har spridits i södra delar av landet och bland kreoler, hade också vunnit mark. Majoriteten av de kristna var protestanter, och de utgjorde cirka 10 procent av befolkningen år 1999.
År 2019 uppskattades 77,1 procent av befolkningen vara muslimer, medan 22,9 procent var kristna.

### Sociala förhållanden
Sierra Leones befolkning är ung, mer än 40 procent beräknades vara under 14 år (2020). Kvinnorna föder barn i tidig ålder, genomsnittsåldern 2019 var 19,1 år. Vidare eftersträvar familjer många barn och i genomsnitt har varje kvinna fött fem barn. Befolkningstillväxten begränsas dock av den höga barna- och mödradödligheten i landet. Exempelvis var spädbarnsdödligheten 6,5 procent år 2021. Dödligheten bland mödrar och barn kan härledas till bland annat brist på rent vatten, könsstympning och bristande tillgång till vård.

#### Hemliga sällskap
I Sierra Leone, liksom i Liberia och Guinea, finns de hemliga samfunden poro, för män, och sande, för kvinnor. Samfunden har en tydlig hierarkisk struktur och leds av zóo-ŋa- medicinmän- som anses besitta övernaturliga krafter.
Alla som tillhör ett landsbygdssamfund blir invigda i samfunden genom en övergångsritual vid övergången från barn till vuxen. Övergångsritual kan vara från några dagar till flera år. Exkluderade är personer med psykiskt funktionshinder, psykisk sjukdom och personer som inte genomgått övergångsritualen. Kristna och muslimer är välkomna in sällskapen.
Övergångsritualen består av en bushskola där pojkar rituellt blir slukade av "skogsanden" eller "djävulen" (ŋamù) och flickor slukas av dess kvinnliga motsvarighet zèγele.  Både flickor och pojkar blir därefter ärrade för att visa att de genomgått ritualen. Pojkar blir omskurna och flickor blir könsstympade. Det ingår också utbildning, pojkar lär sig om stamhistoria, krigföring, hantverk, jordbruk och medicin medan flickor lär sig om hushållskunnande, jordbruk, barnuppfostran och medicin. Medlemmar svär på sitt liv att hålla sällskapets hemligheter endast inom sällskapen.

### Hälsa
Enligt uppgifter från 2017 var smittsamma  sjukdomar den vanligaste dödsorsaken och vanligaste sjukdomen i landet. Av dessa var malaria den sjukdom som ledde till första dödsfall samtidigt som den orsakade 38 procent av alla sjukhusinläggningar. En annan sjukdom som lett till stora folkhälsoproblem är tuberkulos, vilken drabbade omkring tre per 1000 invånare och år. Ett stort hälsoproblem är hiv/aids. 2020 beräknades 1,5 procent av den vuxna befolkningen (80 000 personer) vara smittad.
Ett växande folkhälsoproblem är de icke-smittsamma sjukdomarna relaterade till  livsstil så som tobaksbruk, ohälsosam kost, fysisk inaktivitet och skadlig användning av alkohol. Exempel på sådana sjukdomar är  hjärt- och kärlsjukdomar, cancer, diabetes och   psykisk ohälsa. Vidare hade Sierra Leone världens högsta mödradödlighet och nästan   en tredjedel av barn under fem år drabbades av olika utvecklingsrelaterade hämningar (eng: stunting) under 2014.
Under Ebolautbrottet i Västafrika 2014 drabbades Sierra Leone hårt. Mellan maj 2014 och mars 2016 smittades 8 706 personer, av varav 3 590 avled.

## Kultur

### Massmedier

#### Radio och television
År 2022 fanns en statligt ägd TV-kanal och en  statligt ägd radiokanal. Det fanns också flera privata TV-kanaler och radiostationer.

### Konstarter

#### Musik och dans
Musiken i Sierra Leone är en blandning av inhemsk och fransk musik. Maringa är en inhemsk musikstil som består av en akustisk gitarr och percussion. Maringan har under senare tid beblandats med pop, afrikansk musik, funk och soul till en ny musikstil. Olika sorter jazz är populära. Likt många andra afrikanska länder har västerländska musikstilar som rap och dancehall börjat bli populära, och det särskilt i Sierra Leone eftersom inbördeskriget har fått den traditionella musiken att minska i popularitet. Nigerianska artister är mycket populära, bland annat R&B och hiphop-duon P-Square.[källa behövs]

### Traditioner

#### Matkultur
Den huvudsakliga stapelvaran i Sierra Leone är ris, vilket av vissa äts två gånger om dagen. Ett populärt ordspråk lyder "If I haven't had my rice, I haven't eaten today" (svenska: Om jag inte har fått mitt ris, har jag inte ätit idag). Till ris serveras ofta grytor. Riset rullas då ihop till en boll. Det är bara kvinnorna som tillagar maten, och ofta äter män och kvinnor skilda från varandra. Man äter vanligtvis med händerna, och bara med högerhanden. Vänsterhanden anses oren. Man skall inte prata medan man äter då det anses visa på bristande respekt för maten, och det anses vara ohyfsat att luta sig mot den vänstra handen. Man dricker först efter måltiden, och då oftast vatten.

### Idrott
Fotboll är en av de större sporterna i Sierra Leone och befolkningen beskrivs som ivriga fotbollsfans. Före inbördeskriget fanns ett dussintal amatör- och semiprofessionella lag, vilka tävlade om nationella utmärkelser. Herrarnas landslag nådde de sista omgångarna av African Nations Cup 1996, men tvingades ge upp sin slutspelsplats i African Nations Cup 2000 då laget inte kunde resa säkert till grannlandet Guinea för att spela i en kvalmatch. Andra stora sporter är baseboll och basket. Flera idrottare födda i Sierra Leone har en utlandskarriär inom dessa två sporter. De nationella tävlingarna inom alla tre sporterna stoppades dock under inbördeskriget, men efter att inbördeskriget upphörde har ansträngningar gjorts för att återupprätta det nationella fotbollsprogrammet i landet.
Sierra Leone har deltagit i Olympiska spelen 12 gånger mellan 1968 och 2020. Under dessa spel har ingen av landets olympier tagit någon medalj.

## Internationella rankningar
| Organisation                                | Undersökning                   | Rankning   |
| ------------------------------------------- | ------------------------------ | ---------- |
| Heritage Foundation/The Wall Street Journal | Index of Economic Freedom 2019 | 167 av 180 |
| Reportrar utan gränser                      | Pressfrihetsindex 2019         | 86 av 180  |
| Transparency International                  | Korruptionsindex 2018          | 129 av 180 |
| FN:s utvecklingsprogram                     | Human Development Index 2018   | 181 av 189 |